# Avia BH-9
L'Avia BH-9 fu un aereo da addestramento monomotore, biposto e monoplano ad ala bassa, sviluppato dall'azienda aeronautica cecoslovacca Avia nei primi anni venti.
Derivato direttamente dall'aereo da turismo sportivo Avia BH-5, si rivolse al mercato sia dell'aviazione generale che a quella militare, ottenendo una commissione di dieci esemplari da parte della Češkoslovenske Vojenske Letectvo e che, indicato come B.9, venne utilizzato sia come addestratore che come aereo da collegamento.

## Storia del progetto
Nei primi anni venti la neofondata Avia iniziò la propria attività di costruttore di aeromobili con dei modelli biposto e monoplani dalla linea essenziale, inizialmente rustica, progettati da Pavel Beneš e Miroslav Hajn, caratterizzati dall'ala posizionata bassa, controventata da una coppia di montanti obliqui e destinati al turismo sportivo, serie inaugurata con il BH-1 del 1920 via via sempre più raffinati fino al BH-5 del 1923 motorizzato con un radiale Anzani da 70 CV.
Quest'ultimo, in possesso di qualità di volo interessanti, attirò l'attenzione delle autorità militari nazionali. L'Avia decise quindi di svilupparne un modello derivato, espressamente ideato per la formazione dei piloti, equipaggiandolo di una motorizzazione dalla minor potenza.
Il prototipo venne portato in volo per la prima volta nel corso del 1924 e presentato ad una commissione esaminatrice dell'esercito questa confermò il proprio interesse sottoscrivendo un contratto di fornitura per dieci esemplari.
Il modello servirà poi da base di sviluppo per i successivi BH-10, monoposto con caratteristiche acrobatiche, BH-11, biposto con motore dalla maggior potenza, anch'esso adottato dall'aviazione militare cecoslovacca con la designazione B.11, e BH-12, molto simile al BH-9 ma dotato di ali ripiegabili.

## Impiego operativo
Il BH-9, che secondo le convenzioni vigenti venne indicato B.9, venne assegnato al 3º Reggimento dell'aviazione cecoslovacca ed alla scuola di volo dell'Esercito a Chev, dove gli ultimi esemplari in condizioni di volo rimasero in servizio fino al 1939, utilizzato sia nell'addestramento primario che come aereo da collegamento.
Il modello risultò molto apprezzato sia nella sua funzione di aereo da addestramento, nelle scuole di volo, che dai piloti sportivi, partecipando anche ad alcune competizioni nazionali ed internazionali. Tra queste si ricorda il primo posto conquistato durante la Coppa Italia del 1925.
Fu inoltre protagonista di un raid aereo attraverso i cieli dell'Europa ai comandi del tenente Jira, il quale percorse, con il B.9.11 immatricolato L-BONG, i circa 1 800 km sulla tratta Praga-Parigi-Praga con una media di 131,2 km/h.

## Utilizzatori
Cecoslovacchia
- Češkoslovenske Vojenske Letectvo

### Pubblicazioni
- Avia BH-9, in Aerei da guerra, Ginevra - Novara, Edito Service S.A. - Istituto Geografico De Agostini, 1993.